# Vehbi Ismaili
Vehbi Ismaili (ur. 25 listopada 1919 w Szkodrze, zm. 20 maja 2008 w Harper Woods) – albańsko-amerykański pisarz, teolog i duchowny muzułmański. Jego książki zostały przetłumaczone na 25 języków.

## Życiorys
Początkowo uczył się w Szkodrze i w Krui, następnie w latach 1933–1937 kształcił się w medresie w Tiranie; wówczas pracował jako tłumacz oraz publicysta dla czasopism Zani i Naltë oraz Vatra e Rinisë.
W 1943 lub 1945 roku ukończył studia teologiczne na Al-Azharze w Kairze. Ze względu na przejęcie przez komunistów władzy w Albanii, nie mógł wrócić do kraju; został więc w Egipcie, gdzie tłumaczył na język arabski powieści literatury albańskiej oraz publikował w czasopismach El-Risaleh, Eyh-thakafeh, El-Hilal oraz El-Katib.
Został zaproszony do Stanów Zjednoczonych przez Albańsko-Amerykańskie Towarzystwo Muzułmańskie z siedzibą w Detroit, by pełnić w tym kraju posługę imama; 22 kwietnia 1949 roku przybył do Nowego Jorku, a następnie do Detroit, gdzie w październiku tegoż roku rozpoczął wydawanie w językach albańskim i angielskim czasopisma The Albanian Muslim Time, wydawał także czasopismo Thirrja Islame. Udało mu się zjednoczyć Albańczyków, którzy z powodów politycznych opuścili swój kraj, a 6 czerwca 1951 roku z jego inicjatywy powstał pierwszy w Stanach Zjednoczonych meczet dla albańskich muzułmanów; ze względu na coraz większą liczbę wiernych zbudowano w Harper Woods kolejny meczet, w którym dnia 23 lutego 1963 roku zainaugurowano Albańsko-Amerykańskie Centrum Islamskie. Jego działalność była początkowo krytykowana przez bostońskie czasopismo Dielli.
W 1974 roku złożył wizytę w należącym wówczas do Jugosławii Kosowie, odwiedzając Djakowicę, a w listopadzie 1988 roku po raz pierwszy od ponad 50 lat odwiedził Albanię.
Zmarł dnia 20 maja 2008 w Harper Woods.

## Wybrane książki[1]
- Banorët e Shpellës
- Bilalli, myezin i profetit
- Fjalë të profetit, Muhamedit a.s. – 150 hadithe
- Islamizmi dhe lutjet
- Kërkuesi i së vërtetës-Selman Farisi
- Kujtime të rinisë
- Muhamedi profeti islam
- Muhamedi, profeti i fundit
- Ngjyra tërheqëse
- Një tufë lulesh-tregime nga historia islame
- Djepi i artë (1948)

## Życie prywatne
Jego ojcem był mufti Krui Myderriz Ismail Hakiu.
27 maja 1950 roku poślubił urodzoną w Filadelfii 18-letnią wówczas Naxhije Braush, jej rodzice także byli Albańczykami.